# Благовещенский район (Амурская область)
Благове́щенский райо́н — административно-территориальная единица (район) и муниципальное образование (муниципальный район) в Амурской области России.
Административный центр — город Благовещенск, который не входит в состав района.

## География
Площадь 3,1 тыс. км². Граничит: на севере со Свободненским, на северо-востоке с Серышевским, на востоке с Белогорским, Ивановским и Тамбовским районами области. На юге примыкает к г. Благовещенску, на западе находится государственная граница с КНР.

### Природа
Средняя температура января: −27,4 °C, июля: +20,4 °C. Осадков выпадает в год до 570 мм.
Основные реки: Амур с притоками Гуран, Манчжурка, Грязнушка, Симониха и Зея с притоками Безымянка и Прядченка.

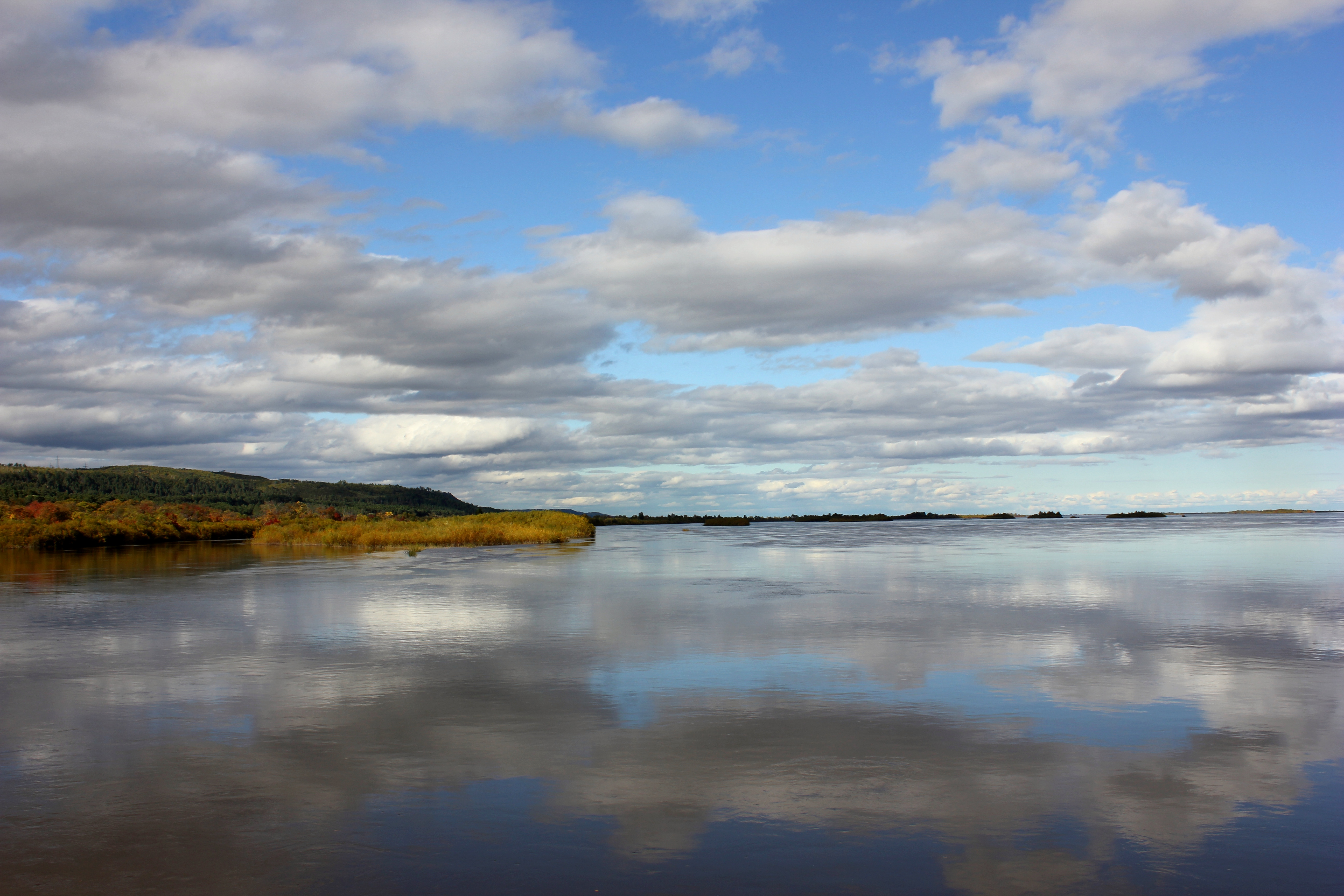
Река Зея в районе урочища Мухинка

## История
Район образован постановлением Президиума Дальневосточного краевого исполнительного комитета от 8 апреля 1937 года.
Указом Президиума Верховного Совета РСФСР от 1 февраля 1963 года Благовещенский район был упразднен, его территория вошла в состав Ивановского района. Указом Президиума Верховного Совета РСФСР от 30 декабря 1966 года Благовещенский район был восстановлен.
С 21 сентября 2005 года в соответствии с Законом Амурской области № 51-ОЗ на территории района образованы 11 муниципальных образований (сельских поселений).
В мае 2022 года Благовещенский район был преобразован в Благовещенский муниципальный округ.

## Население
Благовещенский район является единственным муниципальным образованием Амурской области, где численность населения постоянно увеличивается, в основном, за счет активного разрастания пригородного села Чигири.
| 1959    | 1970    | 1979    | 1989    | 1990    | 1995    | 2000    |
| ------- | ------- | ------- | ------- | ------- | ------- | ------- |
| 9714    | ↗13 174 | ↗15 659 | ↗18 192 | ↗18 496 | ↘18 008 | ↗18 429 |
| 2001    | 2002    | 2003    | 2004    | 2008    | 2009    | 2010    |
| ↗18 600 | ↗18 673 | ↗18 700 | ↗19 100 | ↘18 634 | ↗18 907 | ↗19 641 |
| 2011    | 2012    | 2013    | 2014    | 2015    | 2016    | 2017    |
| ↗19 712 | ↗20 181 | ↗20 844 | ↗21 738 | ↗23 332 | ↗24 637 | ↗25 960 |
| 2018    | 2019    | 2020    | 2021    | 2023    |         |         |
| ↗26 835 | ↗27 732 | ↗28 607 | ↗34 106 | ↗35 071 |         |         |

## Муниципально-территориальное устройство
В Благовещенский район входят 11 муниципальных образований со статусом сельских поселений:
| №  | Сельское поселение        | Административный центр | Количество населённых пунктов | Население (чел.) | Площадь (км²) |
| -- | ------------------------- | ---------------------- | ----------------------------- | ---------------- | ------------- |
| 1  | Волковский сельсовет      | село Волково           | 2                             | ↗2855            | 120,68        |
| 2  | Грибский сельсовет        | село Грибское          | 4                             | ↘1430            | 143,64        |
| 3  | Гродековский сельсовет    | село Гродеково         | 3                             | ↘647             | 139,19        |
| 4  | Марковский сельсовет      | село Марково           | 1                             | ↘1280            | 160,61        |
| 5  | Михайловский сельсовет    | село Михайловка        | 2                             | ↘630             | 290,76        |
| 6  | Натальинский сельсовет    | село Натальино         | 1                             | ↘137             | 230,49        |
| 7  | Новопетровский сельсовет  | село Новопетровка      | 4                             | ↘994             | 705,71        |
| 8  | Новотроицкий сельсовет    | село Новотроицкое      | 2                             | ↗1078            | 308,44        |
| 9  | Сергеевский сельсовет     | село Сергеевка         | 2                             | ↘1271            | 586,04        |
| 10 | Усть-Ивановский сельсовет | село Усть-Ивановка     | 2                             | ↘3604            | 94,96         |
| 11 | Чигиринский сельсовет     | село Чигири            | 4                             | ↗20 180          | 198,59        |

### Населённые пункты
В Благовещенском районе 27 населённых пунктов.
| №  | Населённый пункт     | Тип     | Население | Муниципальное образование |
| -- | -------------------- | ------- | --------- | ------------------------- |
| 1  | Бибиково             | село    | ↘175      | Сергеевский сельсовет     |
| 2  | Вадимово             | посёлок | ↘2        | Чигиринский сельсовет     |
| 3  | Верхнеблаговещенское | село    | →703      | Чигиринский сельсовет     |
| 4  | Владимировка         | село    | ↗1343     | Усть-Ивановский сельсовет |
| 5  | Волково              | село    | ↗2199     | Волковский сельсовет      |
| 6  | Грибское             | село    | ↗1016     | Грибский сельсовет        |
| 7  | Гродеково            | село    | ↘523      | Гродековский сельсовет    |
| 8  | Грязнушка            | село    | ↗319      | Михайловский сельсовет    |
| 9  | Дроново              | село    | ↘232      | Грибский сельсовет        |
| 10 | Егорьевка            | село    | ↗183      | Новопетровский сельсовет  |
| 11 | Заречный             | посёлок | ↗151      | Гродековский сельсовет    |
| 12 | Игнатьево            | село    | ↗1011     | Чигиринский сельсовет     |
| 13 | Каникурган           | село    | ↗233      | Гродековский сельсовет    |
| 14 | Кантон-Коммуна       | село    | ↗136      | Новотроицкий сельсовет    |
| 15 | Марково              | село    | ↘1327     | Марковский сельсовет      |
| 16 | Михайловка           | село    | ↘587      | Михайловский сельсовет    |
| 17 | Натальино            | село    | ↘303      | Натальинский сельсовет    |
| 18 | Новинка              | село    | ↘151      | Новопетровский сельсовет  |
| 19 | Новопетровка         | село    | ↗741      | Новопетровский сельсовет  |
| 20 | Новотроицкое         | село    | ↘897      | Новотроицкий сельсовет    |
| 21 | Передовое            | село    | ↗181      | Грибский сельсовет        |
| 22 | Прядчино             | село    | ↗292      | Новопетровский сельсовет  |
| 23 | Ровное               | село    | ↗420      | Волковский сельсовет      |
| 24 | Сергеевка            | село    | ↗1166     | Сергеевский сельсовет     |
| 25 | Удобное              | село    | ↘121      | Грибский сельсовет        |
| 26 | Усть-Ивановка        | село    | ↘2261     | Усть-Ивановский сельсовет |
| 27 | Чигири               | село    | ↗18 538   | Чигиринский сельсовет     |

## Экономика
Район тесно связан с экономической жизнедеятельностью Благовещенска, в особенности такие села, как Чигири, Игнатьево, Владимировка, Усть-Ивановка, Верхнеблаговещенское.
Основа экономики — сельское хозяйство. Осуществляется добыча и переработка общераспространённых полезных ископаемых  (песок, глина, торф). Разрабатывается участок Сергеевского месторождения бурого угля. В 2005 году введён в строй завод по производству красного кирпича в селе Новотроицкое. Развит туризм: на территории района действует несколько турбаз, а также горнолыжный спуск в селе Натальино. В Благовещенском районе находится мост через Амур в Китай, а также проезд к нему через развязку между селами Владимировка и Волково. Планируется увеличение грузооборота между двумя соседними странами.

## Археология
В шести километрах от села Сергеевка, на берегу Конопляного озера находится исторический памятник «Сергеевка Городище-4». Это два городища даурского типа, соединенные дополнительным валом. В них могли проживать князья монголоязычных народов. Также есть версия, что это городки-сторожевые посты XVII века.